# William Branch Giles
William Branch Giles (12 agosto 1762 – 4 dicembre 1830) è stato un politico statunitense.

## Biografia
Fu il ventiquattresimo governatore della Virginia. Nacque e morì nella stessa contea dello stato della Virginia (contea di Amelia). Studiò nelle istituzioni educative che in seguito verranno chiamate Hampden–Sydney College e Università di Princeton.
Si sposò due volte:
- Martha Peyton Tabb nel 1797, deceduta nel 1808;
- Frances Ann Gwynn nel 1810.

Sembra avere avuto della prole dalla seconda relazione.

## Riconoscimenti
In suo onore furono chiamate la contea di Giles della Virginia  e la contea di Giles nello stato del Tennessee.